# Future Nostalgia
Future Nostalgia là album phòng thu thứ hai của ca sĩ người Anh và Albania Dua Lipa, phát hành ngày 27 tháng 3 năm 2020 bởi Warner Records. Lấy cảm hứng từ những thể loại nhạc Lipa yêu thích suốt thời thơ ấu của cô, album được mô tả là một bản thu âm "hoài cổ" khi kết hợp pop và disco cũng như những ảnh hưởng từ dance-pop và nhạc điện tử. Với mong muốn tạo nên âm thanh vừa quen thuộc nhưng cũng hoàn toàn mới mẻ, nữ ca sĩ hợp tác với một loạt nhà sản xuất khác nhau, bao gồm Jeff Bhasker, Ian Kirkpatrick, Stuart Price, The Monsters & Strangerz và Koz. Nội dung ca từ của Future Nostalgia đề cập đến những chủ đề về bản chất thay đổi của sự lãng mạn, tình dục, bất bình đẳng, sự tự chủ, những tổn thương và niềm hy vọng. Ban đầu dự định phát hành vào ngày 3 tháng 4 năm 2020, kế hoạch ra mắt được đẩy lên sớm hơn một tuần sau khi toàn bộ đĩa nhạc bị rò rỉ trực tuyến. Một phiên bản phối lại của album Club Future Nostalgia (2020) cũng được phát hành, với sự tham gia góp giọng của Madonna, Missy Elliott, Jamiroquai và Gwen Stefani. Future Nostalgia cũng được tái bản với tên gọi The Moonlight Edition gồm tám bài hát mới.
Sau khi phát hành, Future Nostalgia nhận được những phản ứng tích cực từ các nhà phê bình âm nhạc, trong đó họ đánh giá cao quá trình sản xuất, tính gắn kết của tổng thể album và sự tiến hóa trong phong cách âm nhạc kết hợp với disco của Lipa. Ngoài ra, đĩa nhạc cũng nhận được nhiều giải thưởng và đề cử tại những lễ trao giải lớn, bao gồm chiến thắng tại giải Brit năm 2021 cho Album Anh quốc của năm và giải Grammy cho Album giọng pop xuất sắc nhất tại lễ trao giải thường niên lần thứ 63, bên cạnh đề cử ở hạng mục Album của năm. Mặc dù được phát hành giữa thời điểm đại dịch COVID-19, Future Nostalgia vẫn gặt hái những thành công vượt trội về mặt thương mại khi đứng đầu các bảng xếp hạng tại hơn 16 quốc gia, bao gồm Úc, Hà Lan, Phần Lan, Hungary, Ireland, New Zealand, Bồ Đào Nha, Tây Ban Nha và Vương quốc Anh, đồng thời lọt vào top 10 ở hầu hết những thị trường còn lại. Album ra mắt ở vị trí thứ tư trên bảng xếp hạng Billboard 200 tại Hoa Kỳ với 66,000 đơn vị album tương đương và vươn đến vị trí thứ ba sau gần một năm, trở thành đĩa nhạc đầu tiên trong sự nghiệp của Lipa vươn đến top 10 tại đây.
Năm đĩa đơn đã được phát hành từ Future Nostalgia. "Don't Start Now" được chọn làm đĩa đơn mở đường và lọt vào top 10 ở hơn 30 quốc gia, đồng thời nhận được ba đề cử giải Grammy cho Thu âm của năm, Bài hát của năm và Trình diễn đơn ca pop xuất sắc nhất. Hai đĩa đơn tiếp theo "Physical" và "Break My Heart" cũng tiếp nối những thành tích tương tự về mặt thương mại, trong khi bản phối lại của "Levitating" hợp tác với DaBaby đã trở thành đĩa đơn thành công nhất năm 2021 trên bảng xếp hạng Billboard Hot 100 tại Hoa Kỳ. Những đĩa đơn còn lại "Hallucinate" và "Love Again" chỉ đạt được những thành công hạn chế trên toàn cầu. Ngoài ra, "We're Good" cũng được phát hành dưới dạng đĩa đơn trích từ phiên bản  The Moonlight Edition. Để quảng bá album, nữ ca sĩ trình diễn trên nhiều chương trình truyền hình và lễ trao giải lớn, như Good Morning America, Saturday Night Live, The Tonight Show Starring Jimmy Fallon, giải thưởng Âm nhạc MTV Châu Âu năm 2019 và giải thưởng Âm nhạc Mỹ năm 2019, cũng như thực hiện chuyến lưu diễn Future Nostalgia Tour được bắt đầu vào tháng 2 năm 2022 sau khi bị trì hoãn ba lần do đại dịch.

## Danh sách bài hát
| Future Nostalgia – Phiên bản tiêu chuẩn | Future Nostalgia – Phiên bản tiêu chuẩn | Future Nostalgia – Phiên bản tiêu chuẩn                                                                                  | Future Nostalgia – Phiên bản tiêu chuẩn | Future Nostalgia – Phiên bản tiêu chuẩn |
| STT                                     | Nhan đề                                 | Sáng tác | Sản xuất                                | Thời lượng                              |
| --------------------------------------- | --------------------------------------- | --- | --------------------------------------- | --------------------------------------- |
| 1.                                      | "Future Nostalgia"                      | Dua Lipa Jeff Bhasker Clarence Coffee Jr.                                                                                | Bhasker Skylar Mones [a]                | 3:04                                    |
| 2.                                      | "Don't Start Now"                       | Lipa Caroline Ailin Emily Warren Ian Kirkpatrick                                                                         | Kirkpatrick Ailin [b]                   | 3:03                                    |
| 3.                                      | "Cool"                                  | Lipa Camille Purcell Shakka Philip Ben Kohn Tom Barnes Pete Kelleher Tove Lo                                             | TMS Stuart Price Lorna Blackwood [c]    | 3:29                                    |
| 4.                                      | "Physical"                              | Lipa Jason Evigan Coffee Sarah Hudson                                                                                    | Evigan Koz Gian Stone [c]               | 3:13                                    |
| 5.                                      | "Levitating"                            | Lipa Coffee Hudson Stephen Kozmeniuk                                                                                     | Koz Price                               | 3:23                                    |
| 6.                                      | "Pretty Please"                         | Lipa Julia Michaels Ailin Kirkpatrick                                                                                    | Kirkpatrick Juan Ariza [a]              | 3:14                                    |
| 7.                                      | "Hallucinate"                           | Lipa Samuel George Lewis Sophie Frances Cooke                                                                            | SG Lewis Price Lauren D'elia [c]        | 3:28                                    |
| 8.                                      | "Love Again"                            | Lipa Coffee Kozmeniuk Chelcee Grimes                                                                                     | Koz Price [a] Blackwood [c]             | 4:18                                    |
| 9.                                      | "Break My Heart"                        | Lipa Andrew Wotman Ali Tamposi Stefan Johnson Jordan K. Johnson Andrew Farriss Michael Hutchence                         | Andrew Watt The Monsters & Strangerz    | 3:41                                    |
| 10.                                     | "Good in Bed"                           | Lipa Michel "Lindgren" Shulz Melanie Joy Fontana Taylor Upsahl David Charles Marshall Biral Denzel Michael Akil-Baptiste | Lindgren Take a Daytrip                 | 3:38                                    |
| 11.                                     | "Boys Will Be Boys"                     | Lipa Kennedi Justin Tranter Evigan                                                                                       | Koz Blackwood [c]                       | 2:46                                    |
| Tổng thời lượng:                        | Tổng thời lượng:                        | Tổng thời lượng: | Tổng thời lượng:                        | 37:17                                   |

| Future Nostalgia – Phiên bản tại Nhật Bản (bản nhạc bổ sung) | Future Nostalgia – Phiên bản tại Nhật Bản (bản nhạc bổ sung) | Future Nostalgia – Phiên bản tại Nhật Bản (bản nhạc bổ sung) | Future Nostalgia – Phiên bản tại Nhật Bản (bản nhạc bổ sung) | Future Nostalgia – Phiên bản tại Nhật Bản (bản nhạc bổ sung) |
| STT                                                          | Nhan đề                                                      | Sáng tác                                                     | Sản xuất                                                     | Thời lượng                                                   |
| ------------------------------------------------------------ | ------------------------------------------------------------ | ------------------------------------------------------------ | ------------------------------------------------------------ | ------------------------------------------------------------ |
| 12.                                                          | "Don't Start Now" (live in LA remix)                         | Lipa Ailin Warren Kirkpatrick                                | Kirkpatrick Ailin [b]                                        | 5:40                                                         |
| 13.                                                          | "Don't Start Now" (Purple Disco Machine remix)               | Lipa Ailin Warren Kirkpatrick                                | Kirkpatrick Ailin [b]                                        | 3:36                                                         |
| 14.                                                          | "Physical" (Leo Zero disco remix)                            | Lipa Evigan Coffee Hudson                                    | Evigan Koz Stone [c]                                         | 4:18                                                         |
| Tổng thời lượng:                                             | Tổng thời lượng:                                             | Tổng thời lượng:                                             | Tổng thời lượng:                                             | 51:42                                                        |

| Future Nostalgia – Phiên bản LP tại Pháp (bản nhạc bổ sung) | Future Nostalgia – Phiên bản LP tại Pháp (bản nhạc bổ sung) | Future Nostalgia – Phiên bản LP tại Pháp (bản nhạc bổ sung) | Future Nostalgia – Phiên bản LP tại Pháp (bản nhạc bổ sung) | Future Nostalgia – Phiên bản LP tại Pháp (bản nhạc bổ sung) |
| STT                                                         | Nhan đề                                                     | Sáng tác                                                    | Sản xuất                                                    | Thời lượng                                                  |
| ----------------------------------------------------------- | ----------------------------------------------------------- | ----------------------------------------------------------- | ----------------------------------------------------------- | ----------------------------------------------------------- |
| 12.                                                         | "Fever" (với Angèle)                                        | Lipa Kirkpatrick Michaels Ailin Angèle Jacob Kasher Hindlin | Kirkpatrick Tristan Salvati [a] [c]                         | 2:37                                                        |
| Tổng thời lượng:                                            | Tổng thời lượng:                                            | Tổng thời lượng:                                            | Tổng thời lượng:                                            | 39:54                                                       |

| Future Nostalgia – Phiên bản Bonus – Đĩa 1 và tái bản nhạc số đầu tiên (bản nhạc bổ sung) | Future Nostalgia – Phiên bản Bonus – Đĩa 1 và tái bản nhạc số đầu tiên (bản nhạc bổ sung) | Future Nostalgia – Phiên bản Bonus – Đĩa 1 và tái bản nhạc số đầu tiên (bản nhạc bổ sung) | Future Nostalgia – Phiên bản Bonus – Đĩa 1 và tái bản nhạc số đầu tiên (bản nhạc bổ sung) | Future Nostalgia – Phiên bản Bonus – Đĩa 1 và tái bản nhạc số đầu tiên (bản nhạc bổ sung) |
| STT                                                                                       | Nhan đề                                                                                   | Sáng tác                                                                                  | Sản xuất                                                                                  | Thời lượng                                                                                |
| ----------------------------------------------------------------------------------------- | ----------------------------------------------------------------------------------------- | ----------------------------------------------------------------------------------------- | ----------------------------------------------------------------------------------------- | ----------------------------------------------------------------------------------------- |
| 12.                                                                                       | "Levitating" (hợp tác với DaBaby)                                                         | Lipa Coffee Hudson Kozmeniuk DaBaby                                                       | Koz Price                                                                                 | 3:23                                                                                      |
| Tổng thời lượng:                                                                          | Tổng thời lượng:                                                                          | Tổng thời lượng:                                                                          | Tổng thời lượng:                                                                          | 40:40                                                                                     |

| Future Nostalgia – Phiên bản CD tại Pháp và tái bản nhạc số thứ hai (bản nhạc bổ sung) | Future Nostalgia – Phiên bản CD tại Pháp và tái bản nhạc số thứ hai (bản nhạc bổ sung) | Future Nostalgia – Phiên bản CD tại Pháp và tái bản nhạc số thứ hai (bản nhạc bổ sung) | Future Nostalgia – Phiên bản CD tại Pháp và tái bản nhạc số thứ hai (bản nhạc bổ sung) | Future Nostalgia – Phiên bản CD tại Pháp và tái bản nhạc số thứ hai (bản nhạc bổ sung) |
| STT                                                                                    | Nhan đề                                                                                | Sáng tác                                                                               | Sản xuất                                                                               | Thời lượng                                                                             |
| -------------------------------------------------------------------------------------- | -------------------------------------------------------------------------------------- | -------------------------------------------------------------------------------------- | -------------------------------------------------------------------------------------- | -------------------------------------------------------------------------------------- |
| 13.                                                                                    | "Fever" (với Angèle)                                                                   | Lipa Kirkpatrick Michaels Ailin Angèle Hindlin                                         | Kirkpatrick Salvati [a] [c]                                                            | 2:37                                                                                   |
| Tổng thời lượng:                                                                       | Tổng thời lượng:                                                                       | Tổng thời lượng:                                                                       | Tổng thời lượng:                                                                       | 43:17                                                                                  |

| Future Nostalgia – Phiên bản Bonus tại Nhật Bản – Đĩa 1 | Future Nostalgia – Phiên bản Bonus tại Nhật Bản – Đĩa 1 | Future Nostalgia – Phiên bản Bonus tại Nhật Bản – Đĩa 1 | Future Nostalgia – Phiên bản Bonus tại Nhật Bản – Đĩa 1 | Future Nostalgia – Phiên bản Bonus tại Nhật Bản – Đĩa 1 |
| STT                                                     | Nhan đề                                                 | Sáng tác                                                | Sản xuất                                                | Thời lượng                                              |
| ------------------------------------------------------- | ------------------------------------------------------- | ------------------------------------------------------- | ------------------------------------------------------- | ------------------------------------------------------- |
| 13.                                                     | "Don't Start Now" (Kungs remix)                         | Lipa Ailin Warren Kirkpatrick                           | Kirkpatrick Ailin [b]                                   | 3:36                                                    |
| 14.                                                     | "Good in Bed" (Gen Hoshino remix)                       | Lipa Shulz Fontana Upsahl Biral Akil-Baptiste           | Lindgren Take a Daytrip                                 | 3:32                                                    |
| Tổng thời lượng:                                        | Tổng thời lượng:                                        | Tổng thời lượng:                                        | Tổng thời lượng:                                        | 47:48                                                   |

| Future Nostalgia – Phiên bản Bonus – Đĩa 2 (Club Future Nostalgia) | Future Nostalgia – Phiên bản Bonus – Đĩa 2 (Club Future Nostalgia)            | Future Nostalgia – Phiên bản Bonus – Đĩa 2 (Club Future Nostalgia)                         | Future Nostalgia – Phiên bản Bonus – Đĩa 2 (Club Future Nostalgia) | Future Nostalgia – Phiên bản Bonus – Đĩa 2 (Club Future Nostalgia) |
| STT                                                                | Nhan đề                                                                       | Sáng tác                                                                                   | Sản xuất                                                           | Thời lượng                                                         |
| ------------------------------------------------------------------ | ----------------------------------------------------------------------------- | ------------------------------------------------------------------------------------------ | ------------------------------------------------------------------ | ------------------------------------------------------------------ |
| 1.                                                                 | "Future Nostalgia" (Joe Goddard remix)                                        | Lipa Bhasker Coffee                                                                        | Bhasker Mones [a]                                                  | 2:54                                                               |
| 2.                                                                 | "Cool" (Jayda G remix)                                                        | Lipa Purcell Philip Kohn Barnes Kelleher Tove Lo                                           | TMS Price Blackwood [c]                                            | 2:06                                                               |
| 3.                                                                 | "Good in Bed" (Zach Witness & Gen Hoshino remixes)                            | Lipa Shulz Fontana Upsahl Biral Akil-Baptiste                                              | Lindgren Take a Daytrip                                            | 3:58                                                               |
| 4.                                                                 | "Pretty Please" (Midland refix)                                               | Lipa Michaels Ailin Kirkpatrick                                                            | Kirkpatrick Ariza [a]                                              | 1:28                                                               |
| 5.                                                                 | "Pretty Please" (Masters at Work remix)                                       | Lipa Michaels Ailin Kirkpatrick                                                            | Kirkpatrick Ariza [a]                                              | 1:54                                                               |
| 6.                                                                 | "Boys Will Be Boys" (Zach Witness remix)                                      | Lipa Kennedi Tranter Evigan                                                                | Koz Blackwood [c]                                                  | 3:29                                                               |
| 7.                                                                 | "Love Again" (Horse Meat Disco remix)                                         | Lipa Coffee Kozmeniuk Grimes                                                               | Koz Price [a] Blackwood [c]                                        | 2:55                                                               |
| 8.                                                                 | "Break My Heart / Cosmic Girl (Dimitri from Paris edit)" (với Jamiroquai)     | Lipa Wotman Tamposi S. Johnson K. Johnson Farriss Hutchence                                | Watt The Monsters & Strangerz                                      | 3:00                                                               |
| 9.                                                                 | "Levitating" (The Blessed Madonna remix hợp tác với Madonna và Missy Elliott) | Lipa Coffee Hudson Kozmeniuk Madonna Elliott                                               | Koz Price D'elia [c] The Blessed Madonna [a]                       | 3:55                                                               |
| 10.                                                                | "Hallucinate" (Mr Fingers deep stripped mix)                                  | Lipa Lewis Cooke                                                                           | SG Lewis Price D'elia [c]                                          | 1:53                                                               |
| 11.                                                                | "Hallucinate" (Paul Woolford extended remix)                                  | Lipa Lewis Cooke                                                                           | SG Lewis Price D'elia [c]                                          | 1:49                                                               |
| 12.                                                                | "Love Is Religion" (The Blessed Madonna remix)                                | Lipa Coffee Hudson Uzoechi Emenike Dan Traynor Kozmeniuk                                   | Koz Grades Nathan Body [a] MNEK [c] The Blessed Madonna [c]        | 3:29                                                               |
| 13.                                                                | "Don't Start Now" (Yaeji remix)                                               | Lipa Ailin Warren Kirkpatrick                                                              | Kirkpatrick Ailin [b]                                              | 2:53                                                               |
| 14.                                                                | "Physical" (Mark Ronson remix hợp tác với Gwen Stefani)                       | Lipa Evigan Coffee Hudson                                                                  | Evigan Koz Stone [c] D'elia [c]                                    | 2:39                                                               |
| 15.                                                                | "Kiss and Make Up" (remix với Blackpink)                                      | Lipa Grimes Yannick Rastogi Zacharie Raymond Mathieu Jomphe-Lepine Marc Vincent Teddy Park | Banx & Ranx                                                        | 2:21                                                               |
| 16.                                                                | "That Kind of Woman" (Jacques Lu Cont remix)                                  | Lipa Justin Parker Sam Dew Coffee                                                          | Parker Blackwood [c]                                               | 3:13                                                               |
| 17.                                                                | "Break My Heart" (Moodymann remix)                                            | Lipa Wotman Tamposi S. Johnson K. Johnson Farriss Hutchence                                | Watt The Monsters & Strangerz                                      | 6:11                                                               |
| Tổng thời lượng:                                                   | Tổng thời lượng:                                                              | Tổng thời lượng:                                                                           | Tổng thời lượng:                                                   | 50:07                                                              |

| Future Nostalgia: The Moonlight Edition | Future Nostalgia: The Moonlight Edition               | Future Nostalgia: The Moonlight Edition                                                                                              | Future Nostalgia: The Moonlight Edition   | Future Nostalgia: The Moonlight Edition |
| STT                                     | Nhan đề                                               | Sáng tác | Sản xuất                                  | Thời lượng                              |
| --------------------------------------- | ----------------------------------------------------- | --- | ----------------------------------------- | --------------------------------------- |
| 12.                                     | "Fever" (với Angèle)                                  | Lipa Kirkpatrick Michaels Ailin Angèle Hindlin                                                                                       | Kirkpatrick Salvati [a] [c]               | 2:37                                    |
| 13.                                     | "We're Good"                                          | Lipa Sylvester Willy Sivertsen Warren Scott Harris                                                                                   | Sly Warren [c] Harris [c]                 | 2:46                                    |
| 14.                                     | "Prisoner" (Miley Cyrus hợp tác với Dua Lipa)         | Cyrus Wotman J. Johnson Marcus Lomax S. Johnson Tamposi Jonathan Bellion Michael Pollack Lipa                                        | Watt The Monsters & Strangerz Bellion [a] | 2:49                                    |
| 15.                                     | "If It Ain't Me"                                      | Lipa Taylor Parks Robin Oliver Frid Emenike                                                                                          | Frid                                      | 3:15                                    |
| 16.                                     | "That Kind of Woman"                                  | Lipa Parker Dew Coffee | Parker Price Blackwood [c]                | 3:20                                    |
| 17.                                     | "Not My Problem" (hợp tác với JID)                    | Lipa Coffee Hudson Kozmeniuk Destin Choice Route                                                                                     | Koz                                       | 2:23                                    |
| 18.                                     | "Levitating" (hợp tác với DaBaby)                     | Lipa Coffee Hudson Kozmeniuk DaBaby                                                                                                  | Koz Price                                 | 3:23                                    |
| 19.                                     | "Un Día (One Day)" (với J Balvin, Bad Bunny và Tainy) | Lipa José Álvaro Osorio Balvín Benito Antonio Martínez Ocasio Daystar Peterson Marco Masís Alejandro Borrero Ivanni Rodriguez Coffee | Tainy                                     | 3:51                                    |
| Tổng thời lượng:                        | Tổng thời lượng:                                      | Tổng thời lượng: | Tổng thời lượng:                          | 61:40                                   |

Ghi chú
- ^[a]  nghĩa là sản xuất bổ sung
- ^[b]  nghĩa là sản xuất giọng hát bổ sung
- ^[c]  nghĩa là sản xuất giọng hát

Ghi chú nhạc mẫu
- "Love Again" chứa những yếu tố từ "My Woman" của Bing Crosby.
- "Break My Heart" chứa một số nội dung từ "Need You Tonight" của INXS.
- "Not My Problem" kết hợp giọng hát của Vula Malinga và Ed Travers.

## Xếp hạng
| Bảng xếp hạng (2020–2021)                | Vị trí cao nhất |
| ---------------------------------------- | --------------- |
| Album Argentina (CAPIF)                  | 3               |
| Album Úc (ARIA)                          | 1               |
| Album Áo (Ö3 Austria)                    | 2               |
| Album Bỉ (Ultratop Vlaanderen)           | 2               |
| Album Bỉ (Ultratop Wallonie)             | 5               |
| Album Canada (Billboard)                 | 2               |
| Album Croatia Quốc tế (HDU)              | 1               |
| Album Cộng hòa Séc (ČNS IFPI)            | 1               |
| Album Đan Mạch (Hitlisten)               | 4               |
| Album Hà Lan (Album Top 100)             | 1               |
| Album Estonia (Eesti Tipp-40)            | 1               |
| Album Phần Lan (Suomen virallinen lista) | 1               |
| Album Pháp (SNEP)                        | 5               |
| Album Đức (Offizielle Top 100)           | 4               |
| Album Hy Lạp (IFPI)                      | 6               |
| Album Hungaria (MAHASZ)                  | 1               |
| Album Iceland (Tónlistinn)               | 5               |
| Album Ireland (OCC)                      | 1               |
| Album Ý (FIMI)                           | 3               |
| Album Nhật Bản (Billboard Japan)         | 26              |
| Album Nhật Bản (Oricon)                  | 24              |
| Album Latvia (LAIPA)                     | 1               |
| Album Lithuania (AGATA)                  | 1               |
| Album New Zealand (RMNZ)                 | 1               |
| Album Na Uy (VG-lista)                   | 2               |
| Album Ba Lan (ZPAV)                      | 4               |
| Album Bồ Đào Nha (AFP)                   | 1               |
| Album Scotland (OCC)                     | 1               |
| Album Slovakia (ČNS IFPI)                | 2               |
| Album Hàn Quốc (Circle)                  | 29              |
| Album Tây Ban Nha (PROMUSICAE)           | 1               |
| Album Thụy Điển (Sverigetopplistan)      | 4               |
| Album Thụy Sĩ (Schweizer Hitparade)      | 4               |
| Album Thụy Sĩ (Romandie)                 | 3               |
| Album Anh Quốc (OCC)                     | 1               |
| Album Uruguay (CUD)                      | 4               |
| Album Hoa Kỳ Billboard 200               | 3               |

| Bảng xếp hạng (2020)                      | Vị trí |
| ----------------------------------------- | ------ |
| Album Úc (ARIA)                           | 6      |
| Album Áo (Ö3 Austria)                     | 35     |
| Album Bỉ (Ultratop Flanders)              | 19     |
| Album Bỉ (Ultratop Wallonia)              | 39     |
| Album Canada (Billboard)                  | 27     |
| Album Croatia (Foreign Top 40)            | 1      |
| Album Cộng hòa Séc (ČNS IFPI)             | 9      |
| Album Đan Mạch (Hitlisten)                | 40     |
| Album Hà Lan (Album Top 100)              | 3      |
| Album Pháp (SNEP)                         | 34     |
| Album Đức (Offizielle Top 100)            | 84     |
| Album Hungaria (MAHASZ)                   | 17     |
| Album Iceland (Tónlistinn)                | 73     |
| Album Ireland (IRMA)                      | 5      |
| Album Ý (FIMI)                            | 33     |
| Album New Zealand (RMNZ)                  | 17     |
| Album Na Uy (VG-lista)                    | 10     |
| Album Ba Lan (ZPAV)                       | 91     |
| Album Bồ Đào Nha (AFP)                    | 94     |
| Album Tây Ban Nha (PROMUSICAE)            | 17     |
| Album Thụy Điển (Sverigetopplistan)       | 21     |
| Album Thụy Sĩ (Schweizer Hitparade)       | 63     |
| Album Anh Quốc (OCC)                      | 3      |
| Hoa Kỳ Billboard 200                      | 62     |
| Album Toàn cầu (IFPI Global Music Report) | 10     |

| Bảng xếp hạng (2021)                      | Vị trí |
| ----------------------------------------- | ------ |
| Album Úc (ARIA)                           | 4      |
| Album Áo (Ö3 Austria)                     | 12     |
| Album Bỉ (Ultratop Flanders)              | 11     |
| Album Bỉ (Ultratop Wallonia)              | 25     |
| Album Canada (Billboard)                  | 5      |
| Album Croatia (Foreign Top 40)            | 3      |
| Album Đan Mạch (Hitlisten)                | 9      |
| Album Hà Lan (Album Top 100)              | 5      |
| Album Pháp (SNEP)                         | 12     |
| Album Đức (Offizielle Top 100)            | 51     |
| Album Hungaria (MAHASZ)                   | 29     |
| Album Iceland (Tónlistinn)                | 25     |
| Album Ireland (IRMA)                      | 4      |
| Album Ý (FIMI)                            | 24     |
| Album New Zealand (RMNZ)                  | 7      |
| Album Na Uy (VG-lista)                    | 6      |
| Album Bồ Đào Nha (AFP)                    | 34     |
| Album Tây Ban Nha (PROMUSICAE)            | 3      |
| Album Thụy Điển (Sverigetopplistan)       | 25     |
| Album Thụy Sĩ (Schweizer Hitparade)       | 25     |
| Album Anh Quốc (OCC)                      | 6      |
| Hoa Kỳ Billboard 200                      | 9      |
| Album Toàn cầu (IFPI Global Music Report) | 6      |
| Bảng xếp hạng (2022)                      | Vị trí |
| Album Úc (ARIA)                           | 8      |
| Album Áo (Ö3 Austria)                     | 21     |
| Album Bỉ (Ultratop Flanders)              | 24     |
| Album Bỉ (Ultratop Wallonia)              | 38     |
| Album Canada (Billboard)                  | 15     |
| Album Đan Mạch (Hitlisten)                | 35     |
| Album Hà Lan (Album Top 100)              | 13     |
| Album Pháp (SNEP)                         | 33     |
| Album Đức (Offizielle Top 100)            | 56     |
| Album Ý (FIMI)                            | 55     |
| Album Lithuania (AGATA)                   | 4      |
| Album Na Uy (VG-lista)                    | 18     |
| Album New Zealand (RMNZ)                  | 11     |
| Album Bồ Đào Nha (AFP)                    | 54     |
| Album Tây Ban Nha (PROMUSICAE)            | 17     |
| Album Thụy Sĩ (Schweizer Hitparade)       | 38     |
| Album Anh Quốc (OCC)                      | 32     |
| Hoa Kỳ Billboard 200                      | 34     |
| Bảng xếp hạng (2023)                      | Vị trí |
| Album Úc (ARIA)                           | 35     |
| Album Bỉ (Ultratop Flanders)              | 60     |
| Album Bỉ (Ultratop Wallonia)              | 57     |
| Album Canada (Billboard)                  | 34     |
| Album Đan Mạch (Hitlisten)                | 92     |
| Album Hà Lan (Album Top 100)              | 46     |
| Album Hungaria (MAHASZ)                   | 46     |
| Album New Zealand (RMNZ)                  | 30     |
| Album Thụy Sĩ (Schweizer Hitparade)       | 62     |
| Album Anh Quốc (OCC)                      | 67     |
| Hoa Kỳ Billboard 200                      | 69     |
| Bảng xếp hạng (2024)                      | Vị trí |
| Album Úc (ARIA)                           | 58     |
| Album Bỉ (Ultratop Flanders)              | 63     |
| Album Bỉ (Ultratop Wallonia)              | 60     |
| Album Hà Lan (Album Top 100)              | 76     |
| Album Hungaria (MAHASZ)                   | 51     |
| Album Bồ Đào Nha (AFP)                    | 55     |
| Album Thụy Sĩ (Schweizer Hitparade)       | 63     |
| Album Anh Quốc (OCC)                      | 90     |
| Hoa Kỳ Billboard 200                      | 126    |

## Chứng nhận
| Quốc gia | Chứng nhận   | Số đơn vị/doanh số chứng nhận |
| --- | ------------ | ----------------------------- |
| Úc (ARIA) | 2× Bạch kim  | 140.000‡                      |
| Áo (IFPI Áo) | 2× Bạch kim  | 30.000‡                       |
| Bỉ (BEA) | Bạch kim     | 20.000‡                       |
| Brasil (Pro-Música Brasil) | 2× Kim cương | 320.000‡                      |
| Canada (Music Canada) | 6× Bạch kim  | 480.000‡                      |
| Đan Mạch (IFPI Đan Mạch) | 3× Bạch kim  | 60.000‡                       |
| Pháp (SNEP) | 3× Bạch kim  | 300.000‡                      |
| Đức (BVMI) | Vàng         | 100.000‡                      |
| Hungary (Mahasz) | Vàng         | 3.000‡                        |
| Ý (FIMI) | 2× Bạch kim  | 100.000‡                      |
| Hà Lan (NVPI) | 2× Bạch kim  | 100.000‡                      |
| New Zealand (RMNZ) | 5× Bạch kim  | 75.000‡                       |
| Na Uy (IFPI) | 3× Bạch kim  | 60.000*                       |
| Ba Lan (ZPAV) | 4× Bạch kim  | 80.000‡                       |
| Bồ Đào Nha (AFP) | Bạch kim     | 15.000^                       |
| Tây Ban Nha (PROMUSICAE) | 2× Bạch kim  | 80.000‡                       |
| Anh Quốc (BPI) | 2× Bạch kim  | 759,199                       |
| Hoa Kỳ (RIAA) | Bạch kim     | 1.000.000‡                    |
| * Chứng nhận dựa theo doanh số tiêu thụ. ^ Chứng nhận dựa theo doanh số nhập hàng. ‡ Chứng nhận dựa theo doanh số tiêu thụ và phát trực tuyến. |              |                               |

## Lịch sử phát hành
| Khu vực  | Ngày              | Định dạng                            | Phiên bản                | Hãng đĩa | Ct      |
| -------- | ----------------- | ------------------------------------ | ------------------------ | -------- | ------- |
| Nhiều    | 27 tháng 3, 2020  | CD cassette Tải nhạc số LP streaming | Tiêu chuẩn               | Warner   | [ 143 ] |
| Nhật Bản | 3 tháng 4, 2020   | CD                                   | Nhật Bản Tiêu chuẩn      | Warner   | [ 144 ] |
| Nhiều    | 1 tháng 10, 2020  | Tải nhạc số streaming                | Tái bản nhạc số đầu tiên | Warner   | [ 145 ] |
| Nhiều    | 29 tháng 10, 2020 | Tải nhạc số streaming                | Tái bản nhạc số thứ hai  | Warner   | [ 145 ] |
| Pháp     | 20 tháng 11, 2020 | CD                                   | Pháp                     | Warner   | [ 146 ] |
| Nhiều    | 27 tháng 11, 2020 | CD tải nhạc số streaming             | Bonus                    | Warner   | [ 147 ] |
| Nhật Bản | 27 tháng 11, 2020 | CD                                   | Nhật Bản Bonus           | Warner   | [ 148 ] |
| Pháp     | 4 tháng 12, 2020  | LP                                   | Pháp                     | Warner   | [ 149 ] |
| Nhiều    | 11 tháng 2, 2021  | Tải nhạc số streaming                | Moonlight                | Warner   | [ 150 ] |
| Nhiều    | 26 tháng 3, 2021  | CD LP                                | Moonlight                | Warner   | [ 151 ] |
| Nhiều    | 28 tháng 3, 2025  | LP                                   | Kỷ niệm 5 năm            | Warner   | [ 152 ] |